# Мукуже
Мукуже (порт. Mucugê)  —  муниципалитет в Бразилии, входит в штат Баия. Составная часть мезорегиона Юго-центральная часть штата Баия. Входит в экономико-статистический микрорегион Сеабра. Население составляет 16 124 человека на 2006 год. Занимает площадь 2482,204 км². Плотность населения — 6,5 чел./км².

## Статистика
- Валовой внутренний продукт на 2003 год составляет 78 565 711,00 реалов (данные: Бразильский институт географии и статистики).
- Валовой внутренний продукт на душу населения на 2003 год составляет 5237,02 реалов (данные: Бразильский институт географии и статистики).
- Индекс развития человеческого потенциала на 2000 год составляет 0,621 (данные: Программа развития ООН).